# Spilosoma melanimon
Spilosoma melanimon là một loài bướm đêm thuộc phân họ Arctiinae, họ Erebidae.